# Stenhousemuir Football Club
Lo Stenhousemuir Football Club, meglio noto come Stenhousemuir, è una società calcistica scozzese con sede nella città di Stenhousemuir. Milita in Scottish League One, la terza divisione del campionato scozzese.

## Storia
Fondato nel 1884, il primo risultato di rilievo dello Stenhousemuir fu l'arrivo in semifinale di Scottish Cup 1902-03, persa contro i Rangers per 1-4.
Esordì nei campionati nazionali nella stagione 1921-22, quando prese parte alla Scottish Division Two. Nel suo primo decennio si piazzò soprattutto a metà classifica e ottenne solo un 4º posto nel 1923-24 come miglior risultato; successivamente eguagliò tale piazzamento per tre campionati consecutivi (dal 1931-32 al 1933-34), giungendo a pochi punti dalla promozione in Scottish Division One, prima di riassestarsi a metà classifica nelle stagioni seguenti.
Colse nuovamente il 4º posto nel 1953-54, a cui seguirono subito una sesta e una quinta posizione. Dopo un periodo di bassa classifica, lo Stenhousemuir arrivò terzo nella stagione 1958-59, dietro ai promossi Ayr United e Arbroath e a 5 punti da quest'ultimo. Fu quinto nel campionato successivo e poi ancora terzo nel 1960-61, stavolta alle spalle di Stirling Albion e Falkirk, dal quale terminò a 4 punti.
Successivamente il club non riuscì più a puntare alla promozione, e anzi rischiò di essere escluso dai campionati nazionali nel 1964, a causa di una riforma, sostenuta principalmente dai Rangers, che prevedeva di rimuovere le squadre meno abbienti (Berwick Rangers, Brechin City, Stranraer e lo stesso Stenhousemuir); l'intervento della fazione opposta (tra cui Celtic, Airdrieonians e Hamilton Academical), favorevole al mantenimento di tutte le squadre, scongiurò questa possibilità. Dieci anni più tardi, comunque, lo Stenhousemuir fu tra le squadre relegate nella nuova terza serie (Second Division) e lasciò così la seconda serie dopo 47 stagioni consecutive.
Trascorsi quindici anni senza grandi prestazioni, il club conquistò un 4º posto nella stagione 1989-90, bissato nel campionato seguente, in entrambi i casi mancò per due punti il ritorno nella serie superiore. Si classificò terzo nel 1993-94, senza ambizioni di promozione, e ancora quarto nei campionati 1994-95 e 1995-96. Due anni dopo arrivò penultimo e retrocesse in Third Division, ma riconquistò la Second Division già l'anno successivo. Nel 2002 arrivò penultimo e fu ripescato per il fallimento dagli Airdrieonians, poi nella stagione seguente scese in Third Division da ultimo classificato.
Nel 2009 vinse i play-off contro il Queen's Park e il Cowdenbeath (ai rigori) e ritornò in Second Division. Nella stagione 2013-14 mancò i play-off per un punto, invece nel 2016-17 è retrocesso nuovamente. Ancora una volta vincente ai play-off di League Two (2017-18), ha mantenuto la League One per un solo anno, sconfitto a fine stagione ai play-out dall'Annan Athletic e pertanto ridisceso in League Two. Rimane due anni in quarta serie, ottenendo un sesto posto nella stagione 2022-23 e la vittoria del campionato 2023-24 che vale il ritorno in League One.

## Palmarès

### Competizioni nazionali
- Scottish League Two: 1

2023-2024
- Scottish Challenge Cup: 1

1995-1996

### Altri piazzamenti
- Coppa di Scozia:

Semifinalista: 1902-1903
- Scottish Championship:

Terzo posto: 1958-1959, 1960-1961
- Scottish League One:

Terzo posto: 1993-1994
- Scottish League Two:

Secondo posto: 1998-1999
Terzo posto: 2005-2006
Vittoria play-off: 2008-2009, 2017-2018
- Scottish Challenge Cup:

Semifinalista: 2013-2014

## Statistiche e record

### Partecipazione ai campionati
| Livello | Categoria                | Partecipazioni | Debutto   | Ultima stagione | Totale |
| ------- | ------------------------ | -------------- | --------- | --------------- | ------ |
| 2°      | Scottish Division Two    | 42             | 1921-1922 | 1974-1975       | 47     |
| 2°      | Scottish Division B      | 5              | 1946-1947 | 1950-1951       | 47     |
| 3°      | Scottish Second Division | 32             | 1975-1976 | 2012-2013       | 38     |
| 3°      | Scottish League One      | 6              | 2013-2014 | 2024-2025       | 38     |
| 4°      | Scottish Third Division  | 6              | 1998-1999 | 2008-2009       | 12     |
| 4°      | Scottish League Two      | 6              | 2017-2018 | 2023-2024       | 12     |

## Organico

### Rosa 2020-2021
Aggiornata al 6 marzo 2021
| N. |                   | Ruolo | Calciatore        |
| -- | ----------------- | ----- | ----------------- |
| 1  | Scozia (bandiera) | P     | Graeme Smith      |
| 2  | Scozia (bandiera) | D     | Jonathan Tiffoney |
| 3  | Scozia (bandiera) | C     | Paul Brown        |
| 4  | Scozia (bandiera) | D     | Creag Little      |
| 5  | Scozia (bandiera) | D     | Chris Kane        |
| 6  | Scozia (bandiera) | C     | Ryan Blair        |
| 7  | Scozia (bandiera) | C     | Callum Tapping    |
| 8  | Scozia (bandiera) | C     | Thomas Halleran   |
| 9  | Scozia (bandiera) | D     | Josh Grigor       |
| 10 | Scozia (bandiera) | C     | David Hopkirk     |
| 11 | Scozia (bandiera) | A     | Greig Spence      |
| 12 | Scozia (bandiera) | A     | Botti Biabi       |
| 14 | Scozia (bandiera) | A     | Ryan Watters      |

| N. |                             | Ruolo | Calciatore     |
| -- | --------------------------- | ----- | -------------- |
| 15 | Scozia (bandiera)           | A     | Martin Shiels  |
| 16 | Scozia (bandiera)           | D     | Callum Yeats   |
| 17 | Scozia (bandiera)           | P     | Calum Erskine  |
| 18 | Scozia (bandiera)           | C     | Cammy Graham   |
| 20 | Scozia (bandiera)           | C     | Jayden Fairley |
| 21 | Scozia (bandiera)           | C     | Jack Hodge     |
| 22 | Scozia (bandiera)           | A     | Tommy Muir     |
| 23 | Irlanda del Nord (bandiera) | D     | Adam McCracken |
| 24 | Scozia (bandiera)           | D     | Chris McQueen  |
| 25 | Scozia (bandiera)           | A     | Mark McGuigan  |
|    | Scozia (bandiera)           | A     | Thomas Collins |
|    | Scozia (bandiera)           | D     | Adam Corbett   |